# 瓦尔贝勒公馆
瓦尔贝勒公馆（Hôtel de Valbelle）是普罗旺斯地区艾克斯的一座历史建筑，一侧位于米涅街（rue Mignet）24号，另一侧位于利瑟-圣路易街（rue Lisse-Saint-Louis）。。

## 历史
它是在1655年为约瑟夫·安妮·德·瓦尔贝尔·图尔维斯（1648-1722）建造的，当时他只有7岁。 他后来担任高等法院总检察长。在18世纪，他的曾孙约瑟夫·阿方斯·奥默·德·瓦尔贝勒（1729-1818）修复和扩建了公馆。
它目前由省长管理，2013年6月，省长希望以900万欧元的价格出售，而市议会只愿意以350万欧元的价格购买。因此其未来所有权尚不确定。
1983年，该建筑列为法国历史遗迹。